# Carlos Santacruz
Carlos Santacruz (San Juan de Pasto, 1944) es un pintor, escultor y muralista colombiano, fundador y director del Centro Cultural Santacruz.
Conocido como el pintor de los Andes, el maestro Santacruz es un observador profundo y compenetrado con el paisaje y la historia de su tierra, su obra expresa la emoción e idiosincrasia del pueblo andino; su historia, personajes, costumbres creencias y paisajes se conjugan con elementos del arte precolombino para crear el estilo que caracteriza su obra.
Sus pinturas han recorrido diferentes escenarios de Colombia y el mundo y enriquecen numerosas colecciones pictóricas en Europa y América.

## Biografía

### Estudios
Carlos Santacruz estudió pintura en la Facultad de Artes de la Universidad de Nariño, donde obtuvo en el año 1963 el título de profesional en artes visuales. Su tesis de grado, la pintura Jornada nebulosa, fue reconocida como la mejor obra del año. Posteriormente fue profesor titular de dicha facultad.
Adicionalmente ha realizado diversos Seminarios de Arte en Colombia, Suramérica, España, México,  Nueva York, Italia y Francia.

### Trayectoria
En 1969, inauguró en Pasto, su tierra natal, la primera galería de arte de la que hubiese noticia en la capital nariñense, con el nombre de La Rejilla. Mantuvo allí una muestra permanente de su obra y en forma simultánea presentó exposiciones de maestros calificados, tanto nacionales como extranjeros.
En 1974, el artista se traslada a Bogotá, donde abrió una nueva galería pictórica con el mismo nombre de La Rejilla, la cual funcionó durante algunos años en la avenida 13 con calle 68 en esta misma ciudad. 
En 1981 se traslada a Ciudad de México y posteriormente visita Italia y París al año siguiente viaja a Nueva York, ciudad a la cual el maestro Santacruz considera como “la principal vitrina del arte pictórico mundial”, allí tuvo la oportunidad de realizar diversas investigaciones sobre el arte latinoamericano.
En octubre de 1984 el maestro inaugura en Bogotá el Centro Cultural Santacruz, una innovadora galería con dos salas de exposiciones y varios talleres, que ha sido considerada como una de las mejores sedes culturales de América Latina, no solo por su diseño, sino también por su sistema de iluminación y la profusión de sus espacios abiertos. El Centro Cultural Santacruz estuvo ubicado hasta el año 2012 en una casa republicana en el costado norte del parque el Virrey de Bogotá, actualmente cuenta con dos sedes, una en el barrio Usaquén de Bogotá y otra en el centro histórico del municipio de Villa de Leyva en el departamento de Boyacá.

## Obra
«La materia es el dibujo, el color es el alma, para que exista una buena pintura, debe haber materia y alma, ya que mi propia alma está viviendo en mi pintura. He tomado el color, como la magia.»
Carlos Santacruz.

A lo largo de su trayectoria el maestro Santacruz ha explorado diversas etapas que se relacionan con el tema central de su obra; desde los trigales hasta los paisajes multicolores, el artista crea desde su interior un mundo de magia y misterio entre lo humano y lo fantástico, nutrido de anécdotas y reminiscencias ancestrales.

### Ilusión
La inocencia de los niños andinos, cuyos grandes y expresivos ojos hablan de un porvenir futuro, sus vivencias influenciadas por la naturaleza en amalgama con la música andina.

### Paisajes
Los parajes andinos reflejan toda una gama de colores que contrastan entre sí creando una armonía de música, luz y calor.

### Las Marinas
El paisaje de la costero es plasmado con sus crepúsculos llenos de colorido y magia, expresando todo el sentimiento de la costa colombiana.

## Estilo
La obra del maestro Santacruz ha sido siempre testimonial, plasma su propia visión de la naturaleza. Sus pinturas van desde el paisaje naturalista hasta la insinuación del abstraccionismo, explorando temas tan diversos como: la tranquilidad de sus montañas y mesetas, los trigales y el trabajo de los campesinos,  las leyendas y mitos propios de su tierra, las agrupaciones de vivienda popular con techos y panorámicas de tipo urbanístico, tugurios y barrios obreros de las ciudades con toda su vida, energía y colorido; así como también la devoción religiosa de su pueblo, con sus imágenes de adoración, sus fiestas y celebraciones.
Aunque la temática, dice, no es un estilo, se ha considerado un artista autónomo en la manera de interpretar sus experiencias, le gusta el cambio, la evolución, no se enmarca en ninguna escuela. Nunca ha pensado que un artista tenga que ser un pintor de molde, una persona encasillada. El poder del color, es evocativo y descriptivo, en cada pincelada expresa valores inherentes a la cultura colombiana. Su sentido social, es estético, no demagógico, su habilidad le permite entablar un diálogo perpetuo, entre la pincelada y el color.

## Honores y distinciones
- 1963: Primer Premio de adquisición a mejor obra del año, Universidad de Nariño, Pasto.

- 1972: La corporación Nacional de Turismo, le concede el Primer Premio Concurso Nacional de Pintores para la realización del Mural “Hotel Monasurco” Pasto.

- 1973: Medalla de Oro Gobernación de Nariño, Pasto; por presentar la obra Pictórica “Símbolo de Victoria”.

- 1985: Personaje del Año, Medalla Cívica, Alcaldía de Pasto.

- 1992: Medalla de Oro, Orden al Mérito, Alcaldía Pasto.

- 1997: Representó a Colombia con una Exposición individual en Quito, Ecuador, participando como invitado especial en la Feria Internacional de Arte.

- 1997: Soldado de Bronce, reconocimiento del Batallón de Infantería de Boyacá, por sus obras pictóricas

- 2004: Medalla del Centenario “GRADO GRAN CRUZ”, Gobernación de Nariño, 100 años.

- 2005: La comisión de Prensa del Grupo Andino, concede “La Magna Cruz Bolivariana” como gran defensor de los derechos humanos en Colombia y Latinoamérica.

- 2006: El Senado de la República del Congreso de Colombia, confiere el “Grado de Caballero” por el aporte de su obra artística a Colombia.

## Exposiciones
Ha realizado cuarenta exposiciones individuales y ha participado en varias exposiciones colectivas en Colombia y en otros países del mundo. Representó a Colombia con una exposición individual en la Feria de Arte Internacional celebrada en Quito, Ecuador (1997).

## Murales
- Símbolo de la victoria.
- Bahía iluminada, homenaje al poeta Guillermo Payán Archer.[9] Hotel Morasurco, San Juan de Pasto, Nariño.
- Mercado de domingo. Centro Chía, Cundinamarca.
- Encanto andino.